# Sphodroscarta ebenina
Sphodroscarta ebenina är en insektsart som först beskrevs av Jacobi 1908.  Sphodroscarta ebenina ingår i släktet Sphodroscarta och familjen spottstritar. Inga underarter finns listade i Catalogue of Life.